# Neprilagojen
Neprilagojen je tretji album slovenskega kantavtorja Adija Smolarja, izdan pri založbi Helidon leta 1994 v obliki kasete in CD-ja. Je prvi kantavtorjev album, ki ga je posnel s spremljevalno skupino Leteči potepuhi (z njimi je posnel tudi naslednik, Bognedaj da bi crknu televizor).
Na albumu se nahaja uspešnica Daleč je za naju pomlad, ki je bila še leta 1997 (ko so pri SAZAS-u začeli shranjevati podatke o glasbenih lestvicah) 17. najbolj predvajana skladba na slovenskih radijskih postajah.

## Seznam pesmi
Vse pesmi je napisal in uglasbil Adi Smolar.
| Št.             | Naslov                    | Dolžina |
| --------------- | ------------------------- | ------- |
| 1.              | „Neprilagojen‟            | 3:29    |
| 2.              | „Genocid‟                 | 3:41    |
| 3.              | „Dvajset ljubic‟          | 2:38    |
| 4.              | „Spomin na maj‟           | 4:09    |
| 5.              | „Ko spregovoriš‟          | 3:05    |
| 6.              | „Meni se mudi‟            | 3:17    |
| 7.              | „Po službi‟               | 2:29    |
| 8.              | „Mene nihče nima rad‟     | 3:49    |
| 9.              | „Žur‟                     | 2:46    |
| 10.             | „Vroče – hladno‟          | 2:43    |
| 11.             | „Zavod za zaposlovanje‟   | 3:46    |
| 12.             | „Daleč je za naju pomlad‟ | 4:40    |
| Skupna dolžina: | Skupna dolžina:           | 41:36   |

## Zasedba
| - Adi Smolar — vokal, kitara Leteči potepuhi - Klemen Tičar — orglice, vokal - Dejan Došlo — kitara, vokal - Jože Sečnik — bas kitara, vokal | Ostali - Nino Mureškič — tolkala - Slavko Avsenik ml. — glasbeni urednik - Boris Bele — urednik izdaje - Borut Činč — produkcija, snemanje - Matija Pavlovec — fotografiranje - Zlatko Drčar — oblikovanje |